# Cithaeron jocqueorum
Cithaeron jocqueorum is een spinnensoort uit de familie Cithaeronidae. De soort komt voor in Ivoorkust.